# امیلیا ارچیچ
امیلیا ارچیچ (سیریلیک صربی: Емилија Ерчић؛ زادهٔ ۱۴ ژوئن ۱۹۶۲) بازیکن هندبال اهل یوگسلاوی بود.